# Rowland Wolfe
Merrill Rowland Wolfe (* 8. Oktober 1914 in Dallas; † 14. Januar 2010 in Conroe) war ein US-amerikanischer Kunstturner.

## Karriere
Wolfe wurde 1932 US-amerikanischer Meister im Tumbling. Wenig später gewann er bei den Olympischen Spielen in Los Angeles die Goldmedaille in derselben Disziplin. Neben dem Turnen war er auch im Ringen und Boxen sportlich aktiv. Kurz nach den Olympischen Spielen beendete er seine sportliche Laufbahn.
Später begann Wolfe ein Medizinstudium, das er jedoch aus finanziellen Gründen abbrechen musste. Anschließend nahm er ein Chemiestudium an der Case Western Reserve University auf, das er erfolgreich abschloss. Im Anschluss arbeitete er im Rahmen des Manhattan-Projekts.
Nach dem Zweiten Weltkrieg kehrte Wolfe nach Texas zurück und war dort im Vertrieb von Labor- und Chemikalienbedarf tätig.